# Фредерік Райнес
Фредерік Райнес (англ. Frederick Reines, 16 березня 1918, Патерсон, Нью-Джерсі, США — 26 серпня 1998, Орандж, округ Орандж, Каліфорнія, США) — американський фізик, професор, лауреат Нобелівської премії з фізики (1995) за відкриття нейтрино.

## Коротка біографія
Народився в Нью-Джерсі, США в сім'ї євреїв-емігрантів з Росії. Його батьки — Ізраїль Райнес і Гуссі Коен — емігрували з одного маленького містечка в Російській імперії і одружилися вже в Сполучених Штатах. Родич з боку батька — Рабі Ісаак Яаков Райнес (1839–1915) — відомий своїм внеском у становлення єврейського релігійного руху Мізрахі. Перед Другою світовою війною Ізраїль Райнес працював на ткацькій фабриці. Потім родина переїхала в Хелборн, штат Нью-Йорк.
Фредерік Райнес отримав докторський ступінь з фізики в Нью-Йоркському університеті (1944). Потім працював у Лос-Аламоській національній лабораторії в Нью-Мексико, де проводилися атомні дослідження (1951). У 1951 році Райнес став професором фізики і деканом кафедри фізики Технологічного інституту в Піттсбурзі. У 1966–1988 роках — професор Каліфорнійського університету в Ірвіні.
Працюючи в творчому тандемі з Клайдом Коуеном, Ф. Райнес займався дослідженням теорії нейтрино. Райнес і Коуен довели існування нейтрино, передбаченого в 1930 році Вольфгангом Паулі. У 1951 році вони пропонували використовувати для свого експерименту атомну бомбу, але цей план був замінений експериментами на ядерному реакторі в Південній Кароліні (1955). Під час цих експериментів було підтверджено існування нейтрино.
За відкриття нейтрино Райнес (спільно з Мартіном Перлом) був удостоєний Нобелівської премії з фізики в 1995 році (Коуен, його співавтор по відкриттю, помер в 1974 році). Райнес також був лауреатом багатьох інших престижних нагород, включаючи премію імені Роберта Оппенгеймера (1981) і Національну наукову медаль США (1983), нагород Американського фізичного товариства і фонду Гуггенхайма. Райнес був членом Американського товариства вчителів фізики, Американської академії наук і мистецтв, автором науково-популярних лекцій у різних престижних організаціях, в тому числі в Ізраїльської академії наук і мистецтв, в Стенфордському університеті і в Університеті Меріленда.